# Boyfriend (singel Janitor Joe)
Boyfriend – trzeci singel zespołu Janitor Joe wydany w 1993 roku przez wytwórnię Amphetamine Reptile Records. Utwory nagrano w grudniu 1992 w AmRep Recording Division.

## Lista utworów
wersja 7"
1. "Boyfriend" – 2:49
2. "Yellow Car" – 2:50

wersja CD
1. "Boyfriend" – 2:49
2. "Boys in Blue" – 3:43
3. "Yellow Car" – 2:50

## Skład
- Joachim Breuer – śpiew, gitara
- Kristen Pfaff – gitara basowa, śpiew
- Matt Entsminger – perkusja

produkcja
- Brian Paulson – nagranie i mastering
- Janitor Joe – produkcja